# Taisto Kangasniemi
Taisto Kangasniemi (né le 2 avril 1924 à Kankaanpää et mort le 31 octobre 1997 à Kangasala) est un lutteur finlandais spécialiste de la lutte libre. Il participe aux Jeux olympiques d'été de 1948, aux Jeux olympiques d'été de 1952, aux Jeux olympiques d'été de 1956 et aux Jeux olympiques d'été de 1964. En 1956, il remporte la médaille de bronze en combattant dans la catégorie des poids lourds (+87 kg).

## Palmarès

### Jeux olympiques
- Jeux olympiques de 1956 à Melbourne,  Australie
  -  Médaille de bronze.